# IKK Sachsen
Die IKK Sachsen war eine deutsche Innungskrankenkasse. Sie war die zweitgrößte Krankenkasse in Sachsen. Die IKK Sachsen war als Krankenkasse eine Körperschaft des öffentlichen Rechts mit Sitz in Dresden.

## Geschichte
1991 wurden in Sachsen acht regionale IKK mit 105.000 Mitgliedern gegründet. Die regionalen IKK waren nur für Beschäftigte in Innungen zugängig.
Im Jahr 2000 schlossen sich die regionalen IKK zur IKK Sachsen zusammen und waren für jedermann offen.
Im Juni 2007 wurde die Mitgliederzahl von 500.000 überschritten, dazu kamen noch 140.000 Familienversicherte. Die Mitgliederzahl hatte sich seit 2004 verdoppelt.
Ihr letzter Vorstandsvorsitzender war Gerd Ludwig.
Sie war geöffnet für Sachsen, Sachsen-Anhalt und Thüringen. In Sachsen existierte ein Netz von 50 Geschäftsstellen. In Sachsen-Anhalt und Thüringen betrieb die Krankenkasse keine Geschäftsstellen.
Sie vereinigte sich mit der IKK Baden-Württemberg und Hessen, IKK Hamburg und IKK Thüringen zum 1. Januar 2010 zur IKK classic.